# Dario Migliardi
Dario Migliardi (Acqui Terme, 1963) è un regista italiano.

## Biografia
Ha debuttato alla regia di un lungometraggio con Un Aldo qualunque (2002), prodotto da RaiCinema con interpreti Fabio De Luigi, Silvana Fallisi, Neri Marcorè e Giuseppe Battiston e presentato nella sezione Orizzonti del Torino Film Festival.
Nel 2010 ha partecipato alla Biennale di Architettura di Venezia con Il Kilometroquadrato di San Salvario in cui racconta con un video come il quartiere si sia trasformato nel tempo, diventando un modello di integrazione che molti sociologi hanno iniziato a studiare. 
Dal 2015 ha iniziato a collaborare con la Rai, lavorando dapprima come regista di programmi televisivi quali Voyager, Il posto giusto, Top - Tutto quanto fa tendenza e quindi Linea Verde Life, Linea Verde Tour, L'Italia non finisce mai e Linea bianca.